# Andricus paradoxus
Andricus paradoxus är en stekelart som först beskrevs av Radoskovsky 1866.  Andricus paradoxus ingår i släktet Andricus, och familjen gallsteklar. Enligt den finländska rödlistan är arten sårbar i Finland. Arten är reproducerande i Sverige. Artens livsmiljö är lundskogar.